# Кистенёвка
Кистенёвка — посёлок в Бобровском районе Воронежской области.
Входит в состав Октябрьского сельского поселения.

## Население
| 2000 | 2005 | 2010 |
| ---- | ---- | ---- |
| 33   | →33  | ↘9   |

## История
Кистенёвка упоминается в романе Александра Сергеевича Пушкина «Дубровский» Написан роман 6 февраля в 1833 году.